# Malborghetto di Boara
Malborghetto di Boara is een plaats (frazione) in de Italiaanse gemeente Ferrara.